# Berta Vicente Salas
Berta Vicente Salas (Barcelona, 22 de març de 1994) és una fotògrafa catalana. Ha viatjat per tot Europa, Austràlia, Nova Zelanda, Xile, Perú, Colòmbia i Mèxic.

## Inicis
Va començar a fotografiar a l'edat de catorze anys, moment en què els seus avis li van regalar un telèfon mòbil Nokia (ara utilitza una Canon digital i dues analògiques: Yashica i Pentax) En un primer instant, només feia fotografies de les seves amistats i no n'era conscient fins a quin punt li agradava ni on hauria arribat. De fet, aquest moment ho considera com un «punt d'inflexió en la meva vida»
Va començar a implicar-s'hi més seriosament amb setze anys, moment en què va adonar-se que la fotografia li era gratificant i desitjava que prengués un paper rellevant a la seva vida.
Va acabar sent descoberta per Fernando Peracho durant l'exhibició de “Lleida Emergent” i a partir d'aleshores les seves obres es van mostrar en galeries per a joves fotògrafs com a Valid Foto Gallery

## Obra

### Característiques
En la seva fotografia es valora la capacitat per evocar emocions, congelar moments irrepetibles i oferir perspectives tant de proximitat com de distància respecte a la realitat, una manera de treballar que li ha permès pensar de manera diferent i li proporciona plenitud.
Treballa amb la llum i les ombres, evocant sovint l'estètica del clarobscur que recorda a la pintura clàssica. Aquest estil li resulta natural ja que li permet jugar amb les ombres que es projecten sobre la pell i amb els canvis subtils de llum que connecten el subjecte amb el seu entorn. La seva fascinació per aquesta tècnica no només aporta una dimensió visual a les seves imatges, sinó que també suggereix una narrativa amagada, un misteri que l'espectador ha de descobrir. Utilitza tant la llum natural com fonts artificials senzilles, com una làmpada de taula, per crear atmosferes íntimes.
En el procés fotogràfic, destaca especialment la satisfacció de la fase inicial, quan pot imaginar, pensar i “dibuixar” la fotografia a la seva ment amb total llibertat creativa. Alhora, el moment de capturar la imatge, l'estreta complicitat amb el subjecte fotografiat són moments clau que defineixen la seva experiència artística. Amb el pas del temps, s'ha decantat per la fotografia documental per captar realitats del món que existeixen, tal com va fer amb el seu projecte "La isla que se hunde"

### Influències[7]
L'artista considera que qualsevol element pot esdevenir una font d'inspiració en el món de la fotografia i tot el seu conjunt influeixen en la seva manera de concebre aquest art i executar les seves obres. 
"He estat influenciada per cada petit detall, experiència, música, pintura, fotografia, història, fracassos..."
No obstant això, destaca les figures d'Alessandra Sanguinetti i Michal Chelbil com a fotògrafs d'inspiració, que li mostren fins a quin punt aquest art pot impactar i transformar. També anomena el poeta uruguaià Eduardo Galeano i la fotògrafa nord-americana Mary Ellen Mark.

## Premis i nominacions[8]
| Any  | Premi                                | Resultat   |
| ---- | ------------------------------------ | ---------- |
| 2011 | Festival Emergent de Lleida          | Nominada   |
| 2012 | Sony World Photography Awards        | Guanyadora |
| 2013 | Fototalentos Fundació Banc Santander | Guanyadora |
| 2014 | FLICKR 20 under 20                   | Nominada   |

## Projectes fotogràfics[9]
- 2010: Marina
- 2011-2012: ONE
- 2013: Urquinaona, 2
- 2013: 33
- 2014-2015: Polaroids
- 2024: La isla que se hunde
- La tenda

## Treballs professionals[9]
- 2022: Rooral[10]
- 2023: Dior Cruise
- 2023: NYT Magazine Styles
- Orígenes